# رد فعل مورو
رد فعل مورو هو رد فعل بدائي يوجد بشكل طبيعي في جميع الرضع/حديثي الولادة حتى سن 3 أو 4 شهور كرد فعل لفقد مفاجئ في الدعم أو السند، حين يشعر الطفل كأنه يسقط. ويشمل 3 مكونات محددة:
1. فرد الذراعين جانبا (تبعيد)
2. إعادة الذراعين لموضعهما (تقريب)
3. البكاء (عادةً)

الأهمية الرئيسية لرد فعل مورو تكمن في تقييم تكامل الجهاز العصبي المركزي. وهو مختلف عن رد فعل المفاجأة، ويُعتقد بأنه الخوف الوحيد الذي لا يتعلمه حديثي الولادة (يولدون به).[بحاجة لمصدر]

## التفسير
قد تتم مشاهدة رد فعل مورو بشكل غير كامل في حالات الولادة المبكرة بعد الأسبوع الـ28 من الحمل، وغالبا ما يتواجد بشكل كامل بحلول الأسبوع 34. يعتبر غياب أو عدم تناسق التبعيد أو التقريب أمر غير طبيعي، وكذلك استمرار رد الفعل في الرضع الأكبر سنًا، والأطفال والبالغين. يشير غياب رد الفعل إلى خلل عميق في الجهاز الحركي أو خلل عام في الجهاز العصبي المركزي. غياب رد فعل مورو على ناحية واحدة أو حتى حدوثه بشكل غير كاف يحدث في الرضع المصابين بالخزل الشقي، أو شلل الضفيرة العضدية، أو كسر الترقوة. لوحظ استمرار رد فعل مورو بعد سن 4 أو 5 شهور في الأطفال المصابين باختلالات عصبية شديدة. في الأفراد المصابين بالشلل الدماغي، من الشائع استمرار رد الفعل أو المبالغة فيه.
يتم إتلاف رد فعل مورو في المراحل المبكرة لمرض اليرقان النووي، ويكون غائبا تماما في المرحلة المتأخرة من المرض.

## التاريخ
وصف رد الفعل للمرة الأولى في الطلب الغربي عن طريق طبيب الأطفال النمساوي إرنست مورو (1874-1951).

## الوظيفة
لربما نشأ رد فعل مورو أثناء تطور الإنسان لمساعدة الطفل على التشبث بوالدته بينما تحمله طوال اليوم. إذا فقد الطفل توازنه، سيتسبب رد الفعل في عناق الطفل لوالدته واستعادة توازنه وتمسكه بجسد الأم.

## روابط خارجية
- Medline Plus: Moro reflex
- Video of the Moro Reflex from the University of Utah (Google Video)
- Pathologic Moro Reflex in an adult following acute demyelinating lesion of unknown origin in medulla oblongata (Neurology)